# (3774) Megumi
(3774) Megumi (1987 YC) – planetoida z pasa głównego asteroid okrążająca Słońce w ciągu 5,21 lat w średniej odległości 3 j.a. Odkrył ją Takuo Kojima 20 grudnia 1987 roku.